# Breve historia de los argentinos
Breve historia de los argentinos es un libro escrito por el historiador argentino Félix Luna. Fue editado en 1993 por Grupo Editorial Planeta, reeditado en varias ocasiones, y traducido al inglés y portugués. Reproduce charlas del autor en el invierno de 1992, tras la destrucción de su casa ocurrida tras el atentado a la embajada de Israel.

## Descripción
El libro es un relato de la historia de Argentina, a partir de la fundación de Buenos Aires hasta el gobierno de la Revolución Libertadora. El autor detiene la descripción en dicho punto, argumentando que al tratarse de acontecimientos que él había vivido consideraba apropiado finalizar allí. Luego, en un último capítulo llamado "Las lecciones de la historia", realiza análisis generales. 
Sin embargo, el libro no es del todo histórico, sino que tiene las características de un ensayo. El autor explica la historia en forma didáctica, sin concentrarse en el detallismo de fechas, nombres o batallas, sino en la descripción de los contextos que habrían influenciado en los acontecimientos históricos:

En este libro no hay muchos nombres, ni muchas fechas; tampoco se abunda en batallas, pactos o hechos políticos. Se trata más bien de describir cómo se fue haciendo nuestro país, desde sus cimientos fundacionales y a través de las grandes etapas de su formación. El propósito, el mismo que ha animado la mayor parte de mi obra, es divulgar nuestro pasado. Antes que una historia circunstanciada, es una mostración de las líneas fundamentales que articulan la sociedad y las instituciones argentinas. Antes que un trabajo erudito, es una charla sin pretensiones, para aclarar algunas dudas y fijar algunos períodos. Una revisión o, si se quiere, una introducción al vastísimo y fascinante territorio de nuestra historia.

## Edición
Fue editado en 1993, con una reedición en 1994. Su cubierta fue diseñada por Silvina Rodríguez Pícaro, con una foto de Félix Luna tomada por Alejandra López. El diseño de interiores estuvo a cargo de Alejandro Ulloa.
En 2006, se editó una versión expandida, que completa los períodos históricos no cubiertos por la original, llega hasta mediados del gobierno de Néstor Kirchner. Dichos agregados son extractos del libro Historia integral de la Argentina, escritos por Luna en la misma editorial.